# Gestión de API
La gestión de API (en inglés: API management) es el proceso de crear y publicar interfaces de programación de aplicaciones (API) web, haciendo cumplir sus políticas de uso, controlando el acceso, nutriendo a la comunidad de suscriptores, recopilando y analizando estadísticas de uso e informando sobre el rendimiento. Los componentes de API Management proporcionan mecanismos y herramientas para apoyar a la comunidad de desarrolladores y suscriptores.

## Componentes
Si bien las soluciones varían, los componentes que proporcionan la siguiente funcionalidad se encuentran generalmente en los productos de gestión de API:
- Puerta de enlace: un servidor que actúa como un frontal de API, recibe peticiones de API, hace cumplir las directivas de limitación y seguridad, pasa las solicitudes al servicio de motor y luego transmite la respuesta de nuevo al solicitante.[2] Una puerta de enlace a menudo incluye un motor de transformación para orquestar y modificar las peticiones y respuestas sobre la marcha. Una puerta de enlace también puede proporcionar funcionalidades como recopilar datos analíticos y proporcionar almacenamiento en antememoria. La puerta de enlace puede proporcionar funcionalidad para admitir autenticación, autorización, seguridad, auditoría y cumplimiento normativo.[3]
- Herramientas de publicación: una colección de herramientas que los proveedores de API usan para definir API, por ejemplo usando las especificaciones OpenAPI o RAML, generar documentación de API, gestionar políticas de acceso y uso para API, probar y depurar la ejecución de API, incluidas pruebas de seguridad y generación automatizada de pruebas y suites de pruebas, desplegar API en entornos de producción, de staging y de quality assurance, y coordinar el ciclo de vida en conjunto de API.
- Portal del desarrollador/tienda de API: sitio de la comunidad, generalmente con la marca de un proveedor de API, que puede encapsular para los usuarios de API, en una única fuente conveniente, información  y funcionalidad incluyendo documentación, tutoriales, código de muestra, kits de desarrollo de software, una consola de API interactiva y sandbox para probar API, la capacidad de suscribirse a las API y gestionar las claves de suscripción, tales como el Client ID y Client Secret de OAuth2, y obtener asistencia del proveedor y usuario y comunidad de API.
- Informes y analíticas: funcionalidad para monitorizar el uso y la carga de API (visitas en conjunto, transacciones completadas, número de objetos de datos devueltos, cantidad de tiempo de cómputo y otros recursos internos consumidos, volumen de datos transferidos). Esto puede incluir el monitoreo en tiempo real de la API con alertas generadas directamente o mediante un sistema de gestión de red de nivel superior, por ejemplo, si la carga en una API se ha vuelto demasiado grande, así como funcionalidad para analizar datos históricos, como logs de transacciones, para detectar tendencias de uso. También puede ser proporcionada funcionalidad para crear transacciones sintéticas que se pueden usar para probar el rendimiento y comportamiento de endpoints de API. El proveedor de API puede utilizar la información recopilada por la funcionalidad de informes y analíticas para optimizar el ofrecimiento de API dentro del proceso de mejora continua general de una organización y para definir acuerdos de nivel de servicio de software para API.
- Monetización: funcionalidad para soportar cobrar por el acceso a API comerciales. Esta funcionalidad puede incluir soporte para configurar reglas de precios, basadas en el uso, la carga y la funcionalidad, emitir facturas y cobrar pagos, incluidos varios tipos de pagos con tarjeta de crédito.

## Tamaño de mercado
Varios analistas de la industria han observado que el tamaño del mercado para las soluciones de gestión de API ha crecido rápidamente desde principios de 2010. Gartner estimó que el tamaño del mercado para gestión de API era de 70 millones de dólares en 2013 y crecería al 40 % anual. Según Forrester Research, sólo en los EE. UU., el gasto anual en gestión de API fue de 140 millones de dólares en 2014, y se espera que crezca a 660 millones para 2020 y se pronostica que las ventas globales totales superarán los mil millones de dólares para ese año.

## Productos
La amplia adopción de API condujo a la aparición de productos de API management off-the-shelf, proyectos de código abierto y ofertas de SaaS. Tanto Gartner como Forrester Research listan una serie de proveedores de API management en sus informes. Entre las compañías que figuran como activas en el espacio de API management y otras organizaciones que trabajan en esta área se incluyen las siguientes:

### Opensource
- WSO2
- 3scale
- Gravitee.io

### Propietarios
- Apigee (ahora propiedad de Google)
- Asseco
- Axway (adquirió Vordel)
- CA API Management[9] (anteriormente Layer 7, adquirida por CA Technologies)[10]
- DreamFactory
- IBM API Connect[11][9]
- Jitterbit[12]
- LinkApi
- Kong Inc.
- Mashery (ahora propiedad de TIBCO Software)
- Microsoft (Azure API Management)
- MuleSoft
- N2N Illuminate (propiedad de N2N Services)[13]
- New Relic
- NGINX (NGINX Controller)[14]
- Oracle API Platform Cloud Service[15][16]
- Rogue Wave Software (adquirió Akana)
- Runscope
- Sensedia (parte de CI&T)[7]
- SmartBear
- Software AG
- ZUP Api Manager[17]